# Robert Weryk
Robert J. Weryk (1981) è un fisico e astronomo canadese.

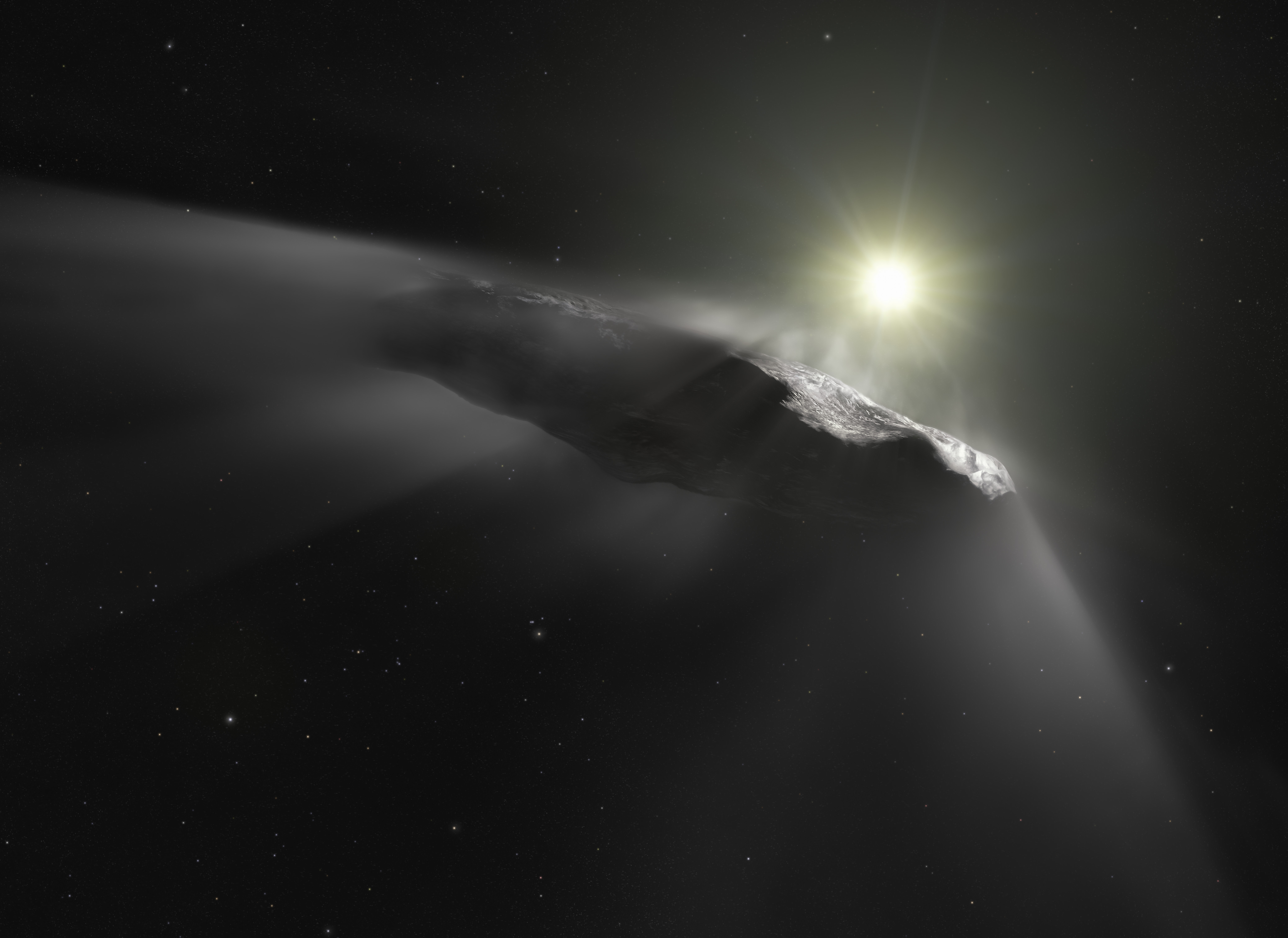
Rappresentazione artistica dell'oggetto interstellare 'Oumuamua.

Lavora presso l' Università delle Hawai'i a Mānoa, dove ha scoperto il primo oggetto interstellare conosciuto, 'Oumuamua. Ha anche pubblicato numerosi articoli su meteore e altri argomenti astronomici.